# Eugen Bönsch
Eugen Bönsch (ur. 1 maja 1897, zm. 24 lipca 1951) – as myśliwski austriackiego w I wojnie światowej z 16 potwierdzonymi zwycięstwami powietrznymi. Zdobywca zaszczytnego tytułu Balloon Buster.

## Życiorys
Od 1915 roku służył Królewsko Cesarskich Siłach Powietrznych K.u.k. Luftfahrtruppen. Od początku 1917 roku służył we Flek 8 w Wiener Neustadt, gdzie przeszedł szkolenie z pilotażu. Od sierpnia 1917 roku został przydzielony do eskadry myśliwskiej Flik 51J. Latał na samolocie Albatros D.III. Razem z jednostką przez cały czas wojny walczył na froncie włoskim. Pierwsze zwycięstwo powietrzne odniósł w okolicach Monte San Gabriele we Włoszech 1 września 1917 roku. Do końca działań wojennych zestrzelił łącznie 10 samolotów i 6 balonów obserwacyjnych. Tuż przed zakończeniem I wojny światowej Eugen Bönsch został zestrzelony prawdopodobnie przez włoskiego asa Flaminia Aveta. Bönsch wyskoczył z palącego się samolotu i szczęśliwie wylądował przy pomocy spadochronu.
Po zakończeniu wojny był właścicielem zajazdu w Czechosłowacji. Po wybuchu II wojny światowej został wcielony do Luftwaffe i służył w stopniu kapitan w bazie lotniczej w Oschatz w Saksonii.
Eugen Bönsch był trzykrotnie odznaczony Złotym Medalem Waleczności.
Eugen Bönsch był jednym z tylko dwóch austro-węgierskich pilotów, którzy zdobyli tytuł Balloon Buster. Drugim z jednym mniej zestrzelonym balonem obserwacyjnym był Godwin Brumowski – as numer jeden Austro-Węgier.